# 10104 Hoburgsgubben
10104 Hoburgsgubben este un asteroid din centura principală de asteroizi.

## Descriere
10104 Hoburgsgubben este un asteroid din centura principală de asteroizi. A fost descoperit pe 2 martie 1992 la Observatorul La Silla în cadrul programului UESAC. Asteroidul prezintă o orbită caracterizată de o semiaxă mare de 2,33 ua, o excentricitate de 0,08 și o înclinație de 2,6° în raport cu ecliptica.